# Synotaxus monoceros
Espèce
Synonymes
- Argyrodina monoceros Caporiacco, 1947
- Synotaxus pupularum Exline & Levi, 1965

Synotaxus monoceros est une espèce d'araignées aranéomorphes de la famille des Synotaxidae.

## Distribution
Cette espèce se rencontre au Brésil, au Guyana et à la Trinité.

## Description
Le mâle holotype mesure 5,55 mm.
Le mâle décrit par Agnarsson en 2003 mesure 4,90 mm et la femelle 6,30 mm.

## Systématique et taxinomie
Cette espèce a été décrite sous le protonyme Argyrodina monoceros par Caporiacco en 1947. Elle est placée dans le genre Conopistha par Caporiacco en 1948 puis dans le genre Synotaxus par Exline et Levi en 1965.
Synotaxus pupularum a été placée en synonymie par Agnarsson en 2003.

## Publication originale
- Caporiacco, 1947 : « Diagnosi preliminari de specie nuove di aracnidi della Guiana Brittanica raccolte dai professori Beccari e Romiti. » Monitore Zoologico Italiano, vol. 56, p. 20-34.